# Епархија Дакија Феликс
Епархија Дакија Феликс је епархија Румунске православне цркве на територији Србије. Обухвата Румуне на територији српског Баната, има седиште у Дети (Румунија) и административно седиште у Вршцу. Део је румунске Банатске митрополије, чије је седиште у Темишвару. Ова епархија такође (неканонски) делује на подручју Тимочке крајине, што је изазвало спор са Српском православном црквом, под чијом се јурисдикцијом тај простор налази.

## Организација
Епархија се састоји од два викаријата:
- Викаријат војвођански (рум. Vicariatul Voivodinei) - чини га шест протопрезвитерата:
  - Протопрезвитерат Алибунар
  - Протопрезвитерат Бела Црква
  - Протопрезвитерат Велики Торак
  - Протопрезвитерат Вршац
  - Протопрезвитерат Ковин
  - Протопрезвитерат Панчево
- Викаријат тимочки (рум. Vicariatul Timocului) - чини га три протопрезвитерата:
  - Протопрезвитерат Приобалне Дакије
  - Протопрезвитерат моравско-хомољски
  - Протопрезвитерат борско-лапушњански